# Honda Freed
Pour les articles homonymes, voir Freed.
Le Honda Freed est un modèle du constructeur automobile japonais Honda.
Ce monospace apparait en mai 2008 sur le marché japonais, pour remplacer les Honda Mobilio et Mobilio Spike. Non destiné à être exporté, et surtout pas vers l'Europe, le Freed n'existe qu'en boîte automatique et ne dispose pas de moteur diesel.
L'habitacle du Freed comprend trois rangées de sièges et, selon les versions, 7 ou 8 places.

## Carrière
Malgré une ligne sans grande originalité, surtout comparée à celle des modèles qu'il remplace, le Freed réalise pour l'heure une jolie carrière au Japon. Avec près de 80 000 ventes en 2009, il se plaçait à la dixième place du marché, tous modèles confondus. La tendance pour 2010 reste très bonne, avec une hausse de 32 % des ventes sur le premier semestre.